# 奥埃拉斯
奥埃拉斯（葡萄牙語：Oeiras）是巴西皮奥伊州的一个市镇。总面积2719.536平方公里，总人口35322人，人口密度13人/平方公里。